# Liselotte Funcke

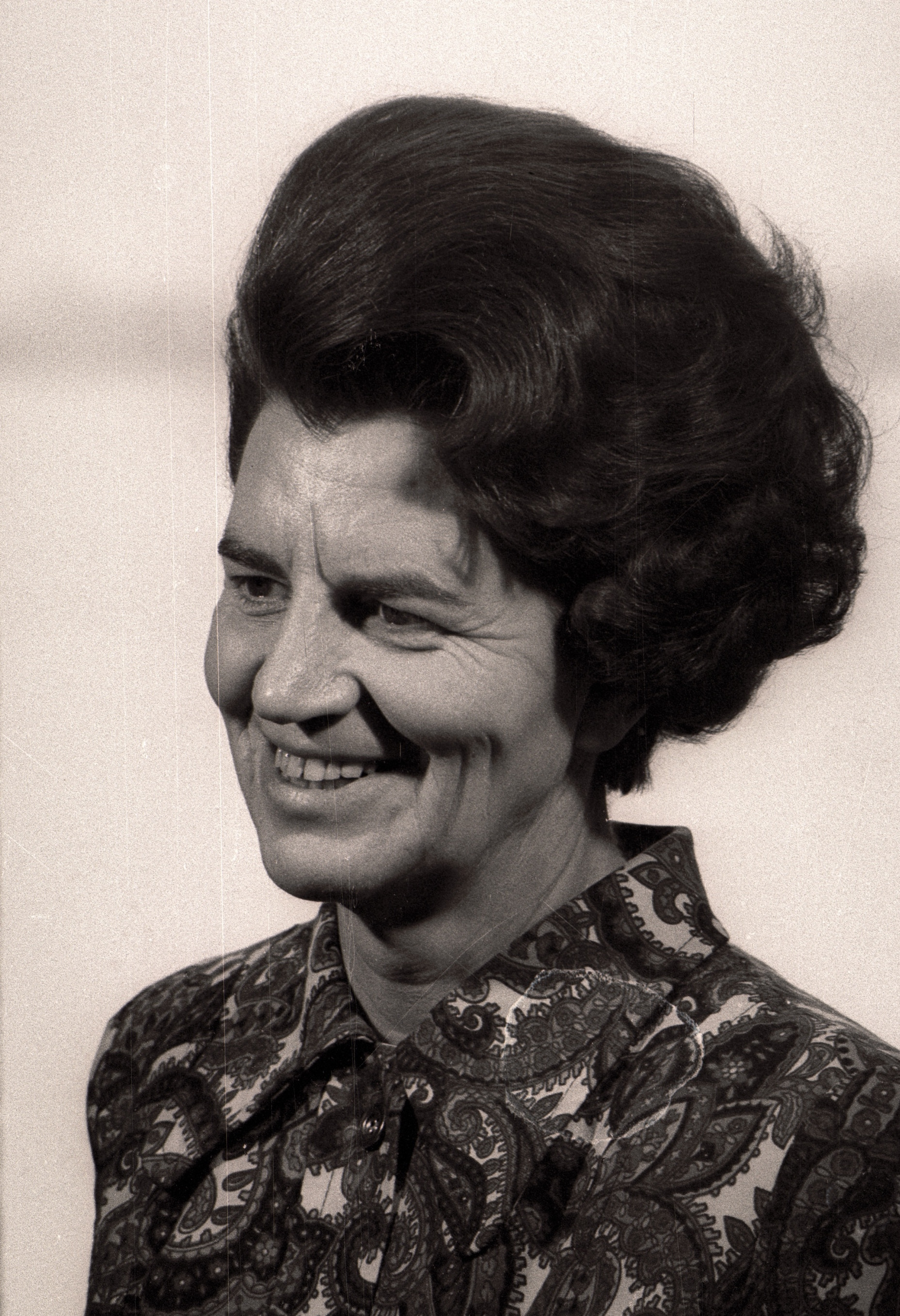
Liselotte Funcke

Liselotte Funcke (* 20. Juli 1918 in Hagen, Westfalen; † 1. August 2012 ebenda) war eine deutsche Politikerin (FDP). Sie war Vizepräsidentin des Deutschen Bundestages und als erste Frau in diesem Amt Ministerin für Wirtschaft, Mittelstand und Verkehr des Landes Nordrhein-Westfalen. Von 1981 bis 1991 war sie die erste weibliche Ausländerbeauftragte der Bundesregierung.

## Leben
Funcke wurde als viertes Kind des Fabrikanten Oscar Funcke geboren. Sie legte am Hagener Realgymnasium 1937 das Abitur ab und studierte an der Wirtschaftshochschule Berlin Betriebswirtschaftslehre. Am 31. Mai 1938 beantragte sie die Aufnahme in die NSDAP und wurde zum 1. September desselben Jahres aufgenommen (Mitgliedsnummer 6.972.505). Nach dem Abschluss als Diplom-Kaufmann 1941 arbeitete sie bis 1944 als Assistentin bei einem Wirtschaftsprüfer. Anschließend war sie in der von ihrem Urgroßvater gegründeten Schraubenfabrik und Gesenkschmiede Funcke & Hueck als Prokuristin tätig. Diese Tätigkeit übte sie bis 1969 aus. Am 1. August 2012 starb Liselotte Funcke im Alter von 94 Jahren.
Ihr Vater Oscar Funcke gehörte, ebenfalls für die FDP, dem Deutschen Bundestag in der ersten Wahlperiode an.

### Partei

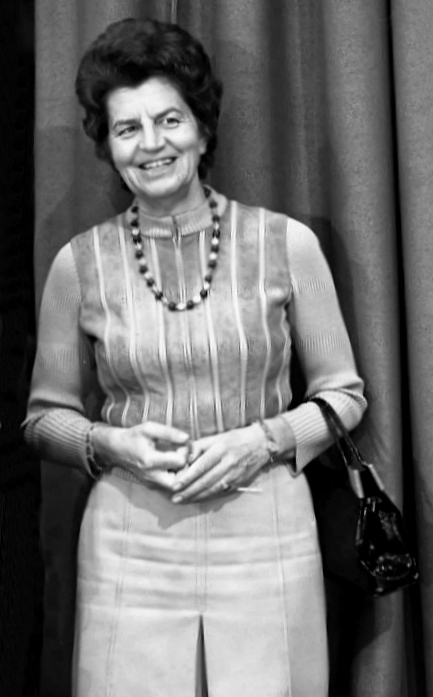
Liselotte Funcke (1977)

Funcke trat 1946 in die FDP ein, ein Jahr später wurde sie Mitglied im Landesvorstand der Partei, 1964 Mitglied des Bundesvorstandes und 1968 des Präsidiums. In den Jahren 1948 bis 1968 leitete sie zudem den Landesfrauenausschuss der nordrhein-westfälischen FDP. Von 1967 bis 1978 war sie Bezirksvorsitzende der FDP Westfalen-West. In der Zeit von 1977 bis 1983 war Funcke stellvertretende Bundesvorsitzende der Liberalen.
Um 1950 gehörte sie zur Führungsgruppe der Jungdemokraten in Nordrhein-Westfalen um Willi Weyer und Walter Scheel.
Unterlagen zu ihrer politischen Tätigkeit liegen im Archiv des Liberalismus der Friedrich-Naumann-Stiftung für die Freiheit in Gummersbach.

### Abgeordnete
Im Zeitraum von 1950 bis 1961 saß sie im nordrhein-westfälischen Landtag, 1961 wurde sie in den Deutschen Bundestag gewählt, dessen Vizepräsidentin sie von 1969 bis 1979 war. Von 1972 bis 1979 war sie Vorsitzende des Finanzausschusses des Bundestages, nachdem sie von 1965 bis 1969 bereits dessen stellvertretende Vorsitzende war.

### Öffentliche Ämter
Am 19. November 1979 wurde sie als erste Frau als Ministerin für Wirtschaft, Mittelstand und Verkehr in die von Ministerpräsident Johannes Rau geführte Landesregierung des Landes Nordrhein-Westfalen berufen. Nachdem die FDP bei der Landtagswahl 1980 an der Fünf-Prozent-Hürde gescheitert war, schied sie am 4. Juni 1980 aus dem Kabinett aus.
Von 1981 bis zum 15. Juli 1991 war sie Ausländerbeauftragte der Bundesregierung. Aufgrund ihres Engagements für die in Deutschland lebenden Türken wurde sie als „Engel der Türken“ bezeichnet. Ihren Rücktritt begründete sie in einem Brief an Bundeskanzler Helmut Kohl damit, dass sie "kaum je Kontakt zur Bundesregierung und ihren Entscheidungen" gehabt habe.

### Sonstiges
Funcke war von 1961 bis 1991 Mitglied der Kammer für öffentliche Verantwortung der Evangelischen Kirche in Deutschland. Von 1970 bis 1993 gehörte sie dem Kuratorium der Friedrich-Naumann-Stiftung an.

## Würdigungen
Die Fernuniversität Hagen würdigte ihre Ehrendoktorin Liselotte Funcke 2012 in einem Nachruf:
In Anerkennung ihrer Verdienste um die Förderung der demokratischen Toleranz, der Gleichberechtigung der Geschlechter und des friedlichen und solidarischen Zusammenlebens von Einheimischen und Zugewanderten in der Bundesrepublik Deutschland verlieh ihr der damalige Fachbereich Erziehungs-, Sozial- und Geisteswissenschaften der FernUniversität in Hagen ... am 26. Mai 1999 den Titel einer Doktorin honoris causa.
Demokratie, Gerechtigkeit, Toleranz, Verständnis, Zukunftsorientierung, aber auch Kritik und das Streben nach Erkenntnis waren für Liselotte Funcke immer Eckpfeiler ihres Denkens und ihres Handelns. Indem sie sich um die politische Kultur in Deutschland verdient machte, förderte sie das gute Klima für Lehre und Forschung.
2024 verlieh die Friedrich-Naumann-Stiftung für die Freiheit erstmals den Liselotte-Funcke-Preis für Integration und Gleichberechtigung, den die Journalistin Dunja Hayali erhielt.

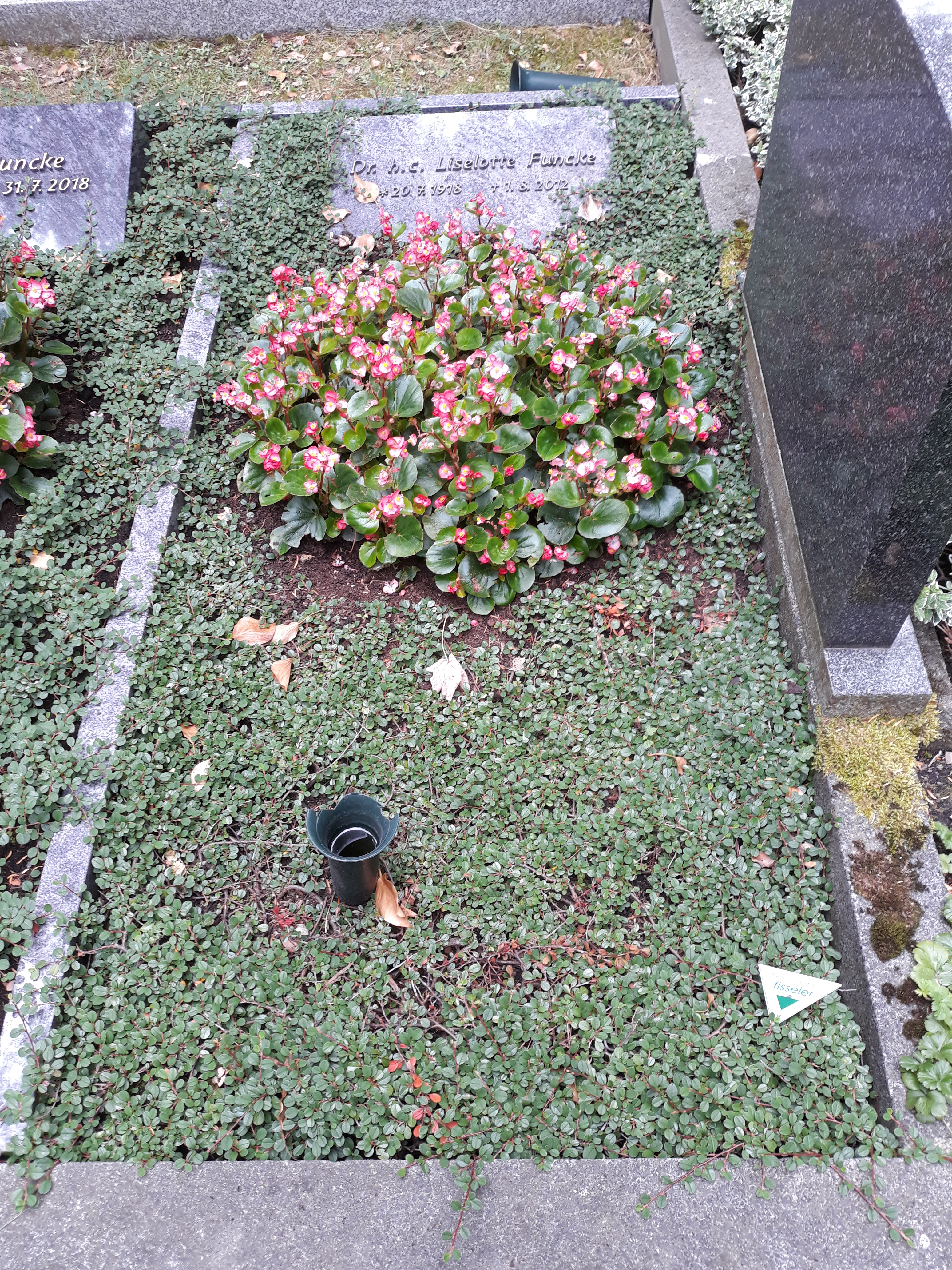
Das Grab von Liselotte Funcke auf dem Buschey-Friedhof in Hagen

## Auszeichnungen
- 1973: Großes Verdienstkreuz der Bundesrepublik Deutschland[11]
- 1975: Wolfgang-Döring-Medaille
- 1975: Großes Verdienstkreuz der Bundesrepublik Deutschland mit Stern und Schulterband
- 1984: Ehrendoktorin der Uludağ-Universität in der türkischen Stadt Bursa
- 1984: Theodor-Heuss-Medaille
- 1984: Moses-Mendelssohn-Preis
- 1985: Großkreuz des spanischen Zivilverdienstordens
- 1986: Verdienstorden des Landes Nordrhein-Westfalen
- 1987: Großkreuz der portugiesischen Verdienstordens
- 1988: Großoffizierskreuz des Verdienstordens der Italienischen Republik
- 1988: Jugoslawischer Stern mit goldenem Kranz
- 1990: Fritz-Bauer-Preis der Humanistischen Union[12]
- 1990: Kommandeur des griechischen Phönix-Ordens
- 1991: Heinz Herbert Karry-Preis
- 1991: Carl-von-Ossietzky-Medaille der Internationalen Liga für Menschenrechte
- 1999: Ehrendoktorin der Fernuniversität Hagen[13]
- 2003: Alfred-Müller-Felsenburg-Preis für aufrechte Literatur
- 2003: Ehrenbürgerin von Hagen
- Ehrenvorsitzende des FDP-Bezirksverbandes Westfalen-West und des FDP-Kreisverbandes Hagen.

## Schriften (Auswahl)
- (Hrsg.): Frauen sprechen im Bundestag. Verlag Bonn Aktuell, Stuttgart 1979, ISBN 978-3-87959-111-4.
- (Hrsg.): Frei sein, um andere frei zu machen. Frauen in der Politik. Die Liberalen. Seewald Verlag, Stuttgart/Herford 1984, ISBN 3-512-00707-4.
- Bericht der Beauftragten der Bundesregierung für die Integration der ausländischen Arbeitnehmer und ihrer Familienangehörigen, März 1991 (PDF), abgerufen am 7. Februar 2023.
- Hagener Straßen erzählen Geschichte(n). Ardenkuverlag, Hagen 1999, ISBN 978-3-932070-16-7.
- Hagener Industriebetriebe. Tuche, Sensen, Federn, Stahl. Ardenkuverlag, Hagen 2003, ISBN 978-3-932070-44-0.
- Wo unsere Großeltern einkauften – Hagener Einzelhandel. Ardenkuverlag, Hagen 2009, ISBN 978-3-932070-92-1.
- 265 Jahre Bürgermeister der Stadt Hagen. Ardenkuverlag, Hagen 2011, ISBN 978-3-942184-17-5.